# La Tijera, Guanajuato
La Tijera är en ort i Mexiko.   Den ligger i kommunen Apaseo el Alto och delstaten Guanajuato, i den centrala delen av landet, 180 km nordväst om huvudstaden Mexico City. La Tijera ligger 2 040 meter över havet och antalet invånare är 469.
Terrängen runt La Tijera är kuperad västerut, men österut är den platt. Runt La Tijera är det ganska tätbefolkat, med 78 invånare per kvadratkilometer. Närmaste större samhälle är Apaseo el Alto, 13,2 km norr om La Tijera. I omgivningarna runt La Tijera växer huvudsakligen savannskog.